# Nachtburgemeester

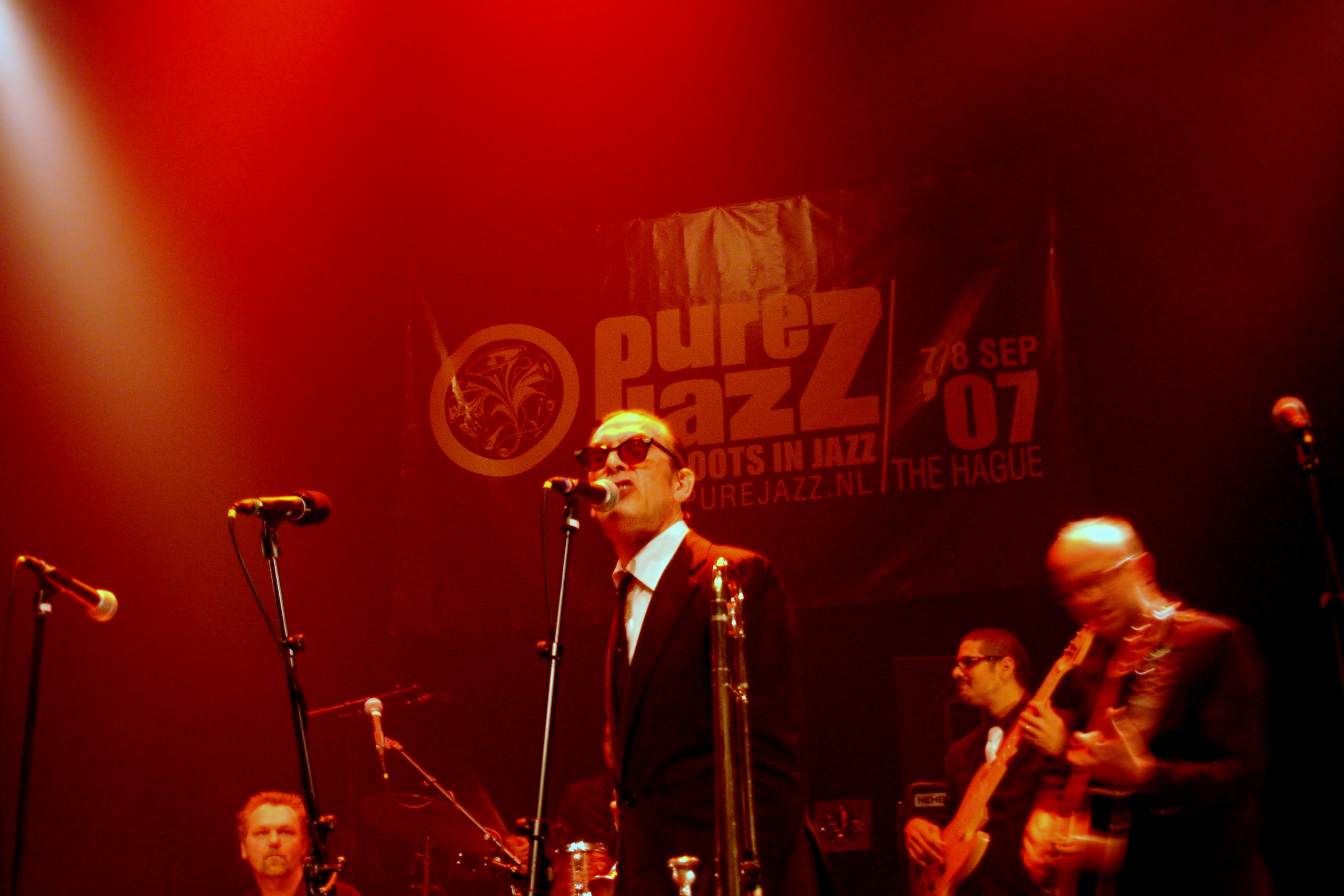
De voormalig nachtburgemeester van Rotterdam: Jules Deelder

Nachtburgemeester is een titel voor iemand die een toonaangevende of ondersteunende rol speelt in het nachtleven van een bepaalde gemeente. De Rotterdamse dichter Jules Deelder kreeg de titel als eerste en aanvankelijk nog als bijnaam. Later verbond Deelder een soort ambassadeursrol voor het nachtleven aan de titel en in die zin kreeg hij navolging in andere steden. In sommige gemeenten raakt de functie steeds meer geïnstitutionaliseerd; de alternatieve burgemeesters organiseren debatten, bemoeien zich met gemeentelijk beleid en hebben een eigen website. Desondanks is het meestal een functie met een knipoog en wordt de nachtburgemeester niet overal even serieus genomen.
Diverse malen is er een congres van nachtburgemeesters georganiseerd, waarbij gepraat werd over de toegevoegde waarde van de nachtburgemeester en zijn college voor het sociaal-culturele leven in een stad. In 2016 was het eerste internationale congres, genaamd Night Mayor Summit. Bij zo'n internationaal congres in Zwolle werd in 2017 de bezoldiging van het ambt besproken.

## Nederland

### Amsterdam
Het nachtburgemeesterschap in Amsterdam is ontstaan in 2002 onder aanvoering van het toenmalige raadslid van GroenLinks, Marco de Goede. De primaire taak van de nachtburgemeester is om gevraagd en ongevraagd beleidsadvies aan de gemeente te geven, om zodoende het nachtleven in de stad te bevorderen. De eerste nachtburgemeesters werden aangesteld voor een periode van drie jaar. In 2006 is het overgegaan naar een ambtstermijn van twee jaar. Sindsdien zijn er elke twee jaar verkiezingen geweest.
Begin 2010 werd DJ Isis de Amsterdamse nachtburgemeester, maar na afloop van de verkiezing was er boosheid omdat travestie-artiest Jennifer Hopelezz (alter-ego van homoclubeigenaar Richard Keldoulis) de voorkeur van het aanwezige publiek had, waar de jury aan voorbijging door voor DJ Isis te kiezen. Tijdens haar ambtstermijn wilde DJ Isis meer ruimte creëren voor spontaniteit en flexibiliteit en pleitte ze voor de invoering van 24-uursvergunningen.
Tijdens de volgende verkiezing, die op 1 maart 2012 in de Melkweg plaatsvond, werd Mirik Milan, eigenaar van een entertainmentbedrijf, tot nieuwe nachtburgemeester gekozen. Als zodanig begeleidde hij de invoering van de 24-uursvergunningen in 2013, waarmee 10 zaken, waarvan 3 clubs, 24 uur per dag open mogen blijven. Milan werd in 2014 herkozen en organiseerde onder meer in april 2016 de eerste internationale Night Mayor Summit.
Op 24 februari 2018 werd Shamiro van der Geld door publiek en een vakjury gekozen tot de nieuwe nachtburgemeester van Amsterdam. Van der Geld is bekend als televisiepresentator, acteur, theatermaker en organisator van feesten als Vunzige Deuntjes. Zijn 3-jarige ambtstermijn als nachtburgemeester loopt t/m 2020.
Op 22 maart 2023 werd Freek Wallagh door publiek en een vakjury verkozen tot nachtburgemeester van Amsterdam. Wallagh is dichter, en treedt hiermee sinds jonge leeftijd op in de lokale punk- en kraakscene. Hij is hiernaast politicoloog, activist en organisator van feesten en culturele evenementen.

### Assen
Assen had van december 2018 tot juli 2019 een nachtburgemeester: Scott Witkamp. Hij wilde vooral meer eenheid creëren tussen ondernemers en klanten, maar was wegens zogezegd persoonlijke problemen weinig zichtbaar in het nachtleven.

### Asten
De nachtburgemeester van Asten is Nicky Waals.
Hij werd op 26 januari 2013 verkozen tot nachtburgemeester tijdens een avond waarin de kloof tussen jongeren en politiek centraal stond. Waals zet zich twee jaar in voor meer levendigheid in Asten voor jongeren.

### Breda
Ralph Behouden werd op 2 april 2016 nachtburgemeester van Breda. Hij volgde Martijn Gulden op na zijn ambtsperiode van twee jaar en was daarmee de tweede nachtburgemeester van de stad.

### Delft
Leo Quack is al jaren de Delftse nachtburgemeester.

### Den Haag
In Den Haag introduceerden Ronald de Bakker en Ed Toepoel in 1996 een verkiezing rondom het nachtburgemeesterschap. Tijdens een evenement met de toen nog onbekende Anouk als hoofdact, werd Yolande Weerdenburg gekozen als eerste 'Nachburgemeester van Den Haag'. Later werd René Bom 'nachburgemeester', hij werd niet gekozen maar had zichzelf benoemd. In januari 2018 kondigde hij aan om gezondheidsredenen er binnenkort mee te stoppen. Op 18 maart 2018 is in poppodium Paard Sjoerd van Schuylenburch gekozen als opvolger van Bom.

### Doetinchem
Eind 2011 is in Doetinchem Willem Blaauw als de eerste nachtburgemeester verkozen. Blaauw legde deze functie neer per 1 januari 2014. Hij werd in februari 2014 opgevolgd door Raoul de Leeuw.

### Enschede
Sinds 2022 is Annebel Bunt nachtburgemeester van Enschede. In april 2022 werd ze door haar voorgangers, Kees de Groot en Marcel Bierling per dictatoriaal discreet uitgeroepen tot de nieuwe officiële nachtburgemeester.

### Gouda
In Gouda legde de eerste nachtburgemeester, Irene Klein Haneveld, in oktober 2019 haar functie als nachtburgemeester na vier jaar neer. In december van 2019 werd Malou Dusseldorp na verkiezingen uitgeroepen tot de nieuwe officiële nachtburgemeester. Dusseldorp heeft zich onder andere ingezet voor de LHBTI+ gemeenschap, vluchtelingen in Lesbos en de veiligheid tijdens het uitgaan voor vrouwen. Zij heeft in een aantal Goudse horecagelegenheden Ask for Angela geïntroduceerd.
Na bijna 2 jaar legde ook Malou haar functie als nachtburgemeester van Gouda neer. Opnieuw werden er verkiezingen gehouden om de nieuwe nachtburgemeester te bepalen. Sinds november 2021 is Nick van Zon officieel de nieuwe nachtburgemeester van Gouda, voor onbepaalde tijd. Hij gaat zich inzetten voor onder andere de LHBTI+gemeenschap, aantrekkelijker uitgaan in de stad en veiligheid op straat.

### Groningen
In Groningen werd eind 2011 Chris Garrit door een vakjury en publiek gekozen tot nachtburgemeester voor een termijn van twee jaar. Hij volgde de zelfbenoemde Henkie Terrasstoel op, die het ambt negen jaar had bekleed. De nieuwe nachtburgemeester wil in Groningen de cultuur bevorderen en opende een eigen website. Op 29 april reikt de nachtburgemeester nachtlintjes uit. Ook zijn er een aantal vooraanstaanden in de Groninger nachtcultuur "nachtheilig" verklaard. Dit waren in 2012 dichter Driek van Wissen en kunstenaar Herman Brood. Daarnaast organiseert de nachtburgemeester nachtdebatten over actuele onderwerpen uit de Groninger cultuur. Verder zit hij in de organisatie van meerdere festivals zoals het Gideon Festival en Groningsch Peil, en bedacht en produceerde hij de show "Ode aan de Oostwand" ter afscheid van de Oostwand van de Grote Markt in Groningen. De nachtburgemeester van Groningen promoot het nachtburgemeesterschap in zogenaamde "nachterstandsgebieden". Op 7 februari 2014 werd Chris Garrit met een ruime meerderheid van stemmen als eerste nachtburgemeester herkozen.
In de nacht van 18 op 19 mei 2016 werd, na een erg verwarrende bekendmaking, Oelinda de Vries tot de nachtburgemeester van Groningen verkozen.
Op 28 september 2018 werd Merlijn Poolman tot de nieuwe nachtburgemeester van Groningen verkozen.

### Haarlem
In Haarlem is uitgever van de lokale UITkrant Marcel Schmidt sinds jaar en dag de (zelfbenoemde) nachtburgemeester. Er zijn verkiezingen georganiseerd in 2010, waarbij een presentator van de lokale radio -Tjarda Winkler- tot concurrerend nachtburgemeester werd benoemd. Over draagvlak, voor welke van de twee dan ook, spreken de bronnen elkaar tegen. Op 1 november 2013 werd de "Haarlemse Stedenmaagd" Dolly Bellefleur tot nachtburgemeester van Haarlem gekozen.

### Hengelo
Op 21 december 2014 vond in Hengelo (Ov.) de eerste verkiezing plaats voor een nachtburgemeester. De winnaar is Berto Mulder. Mulder komt letterlijk uit het nachtleven omdat hij eigenaar is van Café-Biljart De Kleine Burgemeester aan de Wetstraat in Hengelo. Hij is de eerste nachtburgemeester van Hengelo en zelfs van Overijssel, hij is de 14e nachtburgemeester van Nederland. Op 11-01-2019 werd de tweede Nachtburgemeester van Hengelo Tijs Jagers (ondernemer) die onder meer aandacht vroeg voor fietsverlichting in de horeca, ongewenst seksueel gedrag in het nachtleven, de gevaren van lachgas, diverse evenementen organiseerde zoals Tropical Night, aandacht vroeg voor klimaat met Earth Hour en Nacht van de nacht (december 2016 - januari 2019). Hij werd opgevolgd door Marijke Agterbosch, voorheen Stadsdichter (2016-2019) en derde Nachtburgemeester onder de naam Freule van de Nacht (2019-2021). Zij is opgevolgd door Irma Bruggenkamp die Hengelo verrijkt heeft met De Mollerwerf, een broedplaats aan de haven voor kunstenaars. Op 21 december 2024 heeft zij haar onbezoldigde ambt beëindigd, waarna is gestart met een sollicitatieprocedure voor een nieuwe nachtburgemeester.

### Hoorn
Op 18 maart 2018 vond in Hoorn de eerste officieuze verkiezing plaats voor een nachtburgemeester. Tommy Huijser won deze verkiezing.

### 's-Hertogenbosch
Tussen 2014 en 2016 had 's-Hertogenbosch een duo-nachtburgemeesterschap: Marieke van de Groenendaal en Helen van de Paverd. Vanaf mei 2016 hebben zij het stokje overgedragen aan Lidwien van Noorden en Jordy van de Hurk.

### Leiden
Sinds eind twintigste eeuw kent Leiden een nachtburgemeester. René Vallentgoed, Marjo Heemskerk en Hans Wolting mochten zich enige tijd nachtburgemeester van de sleutelstad noemen. Een verkiezingsavond waarop de laatste werd herkozen, eindigde in een massale vechtpartij nadat fraude door de kandidaat was geconstateerd. Anno 2013 is Peter Labruyère reeds enige jaren nachtburgemeester.

### Maastricht
Volkszanger Frans Theunisz is al jarenlang nachtburgemeester van Maastricht.

### Nijmegen
Op 1 oktober 2010 werd Doro Krol gekozen tot eerste nachtburgemeester van Nijmegen. Haar belangrijkste speerpunt was verbondenheid creëren. Ze wilde dit onder andere bereiken door elke maand een andere wijk in het nachtlicht te zetten, nachtlintjes uit te delen aan die mensen die in de nacht iets betekenen, nachtbloemen brengen en een nachtideeënbus opzetten voor burgers en dansfeesten voor alle leeftijdsgroepen organiseren. Op 5 april 2014 werd Angela Verkuijlen op de Nijmeegse Boot verkozen tot opvolgster van Krol. Die werkt Verkuijlen in en draagt op 1 oktober 2014 haar ambtsketting over.

### Oldenzaal
Op 29 maart 2019 is in Oldenzaal Toon Brummelhuis als eerste nachtburgemeester geïnstalleerd (dictatoriaal gekozen). Tijdens de inhuldigingsspeech kwam cultuur ter sprake. Op zoek gaan naar nieuwe mogelijkheden en kansen die een bijdrage kunnen leveren om de stad echt te laten bruisen. Mensen van alle leeftijden moeten erbij betrokken worden inclusief de jongeren onder de achttien jaar waarvoor het uitgaan steeds complexer wordt. En het extra aandacht geven aan de mensen die het al wat moeilijker hebben om zich in de maatschappij te handhaven is ook een aandachtspunt. Op vrijdag 31 maart 2023 zwaaide Toon Brummelhuis af als nachtburgemeester. Hoewel hij oorspronkelijk slechts een ambtstermijn van twee jaar zou hebben, werd dit door de coronapandemie en het moeilijke vinden van een opvolger verlengd. Toon Brummelhuis werd opgevolgd door de 61-jarige Peter Seiger, verkozen door de Stichting Nachtburgemeester Oldenzaal. Seiger is lokaal bekend als eigenaar van een gelijknamige woonwinkel.

### Rotterdam

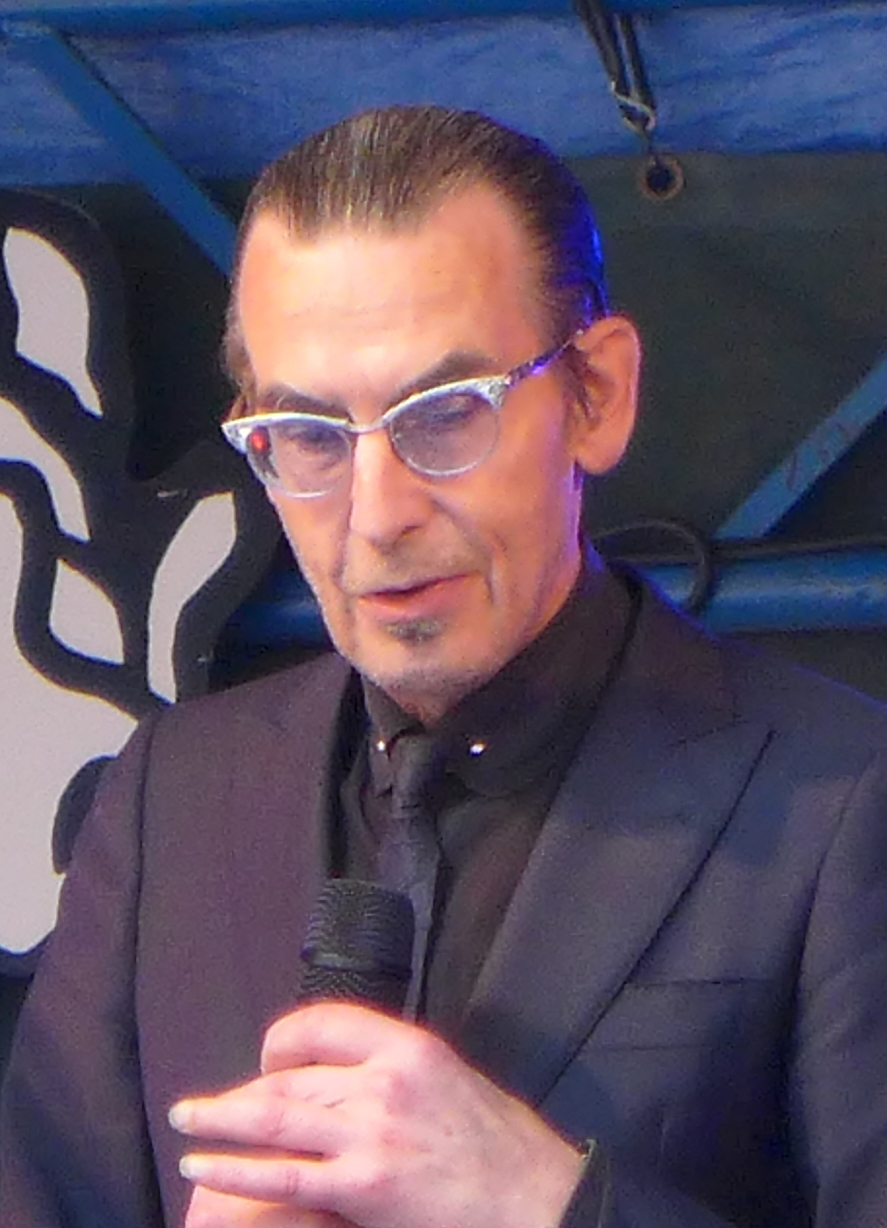
Deelder in 2013

In Rotterdam kreeg de schrijver en dichter Jules Deelder de bijnaam 'nachtburgemeester' in de jaren zeventig van een lokale fietsenmaker en daarna ging de term een eigen leven leiden.  Deelder ondernam later initiatieven om het avond- en nachtleven in de Maasstad aantrekkelijker te maken en de term raakte daarmee in de jaren negentig geassocieerd, ook in andere steden. In 2018 was nog even sprake van een nachtburgemeestersverkiezing, maar Deelder meende voor het leven 'benoemd' te zijn. Na diens overlijden in 2019 hing op het stadhuis de vlag halfstok en plaatsten de overdagcollega's Peper, Opstelten en Aboutaleb gezamenlijk een rouwadvertentie.

### Sneek
Sneek heeft sinds 2009 ook een nachtburgemeester. Douwe Ka neemt deze rol op zich en brengt in deze functie tijdens de Sneekweek verschillende Sneekweekhits uit. Hiermee treedt hij ook op in het Sneker nachtleven.

### Tilburg
Louis Israël (1945 – Tilburg, 1 juni 2011) wordt beschouwd als de eerste, officieuze, nachtburgemeester van Tilburg. Hij was er al sinds de jaren zestig bekend als "Rockin' Louis" door zijn veelvuldige verschijning in het uitgaansleven. Tot midden jaren negentig stond hij op het podium nummers van onder anderen Elvis Presley ten gehore te brengen.
In 2002 werd in "Univers", onafhankelijk magazine van Tilburg University, voormalig wethouder voor cultuur en onderwijs Wilbert van Herwijnen de "Tilburgse nachtburgemeester" genoemd. Hij droeg zijn functie in augustus 2006 officieel over aan René van Densen en Troy Titane, en in februari 2008 namen Cees van Raak en Bram Govers het stokje over. Zeus Hoenderop werd in september 2009 nachtburgemeester van Tilburg. Hierna werd het een gebruik iedere twee jaar een nieuwe nachtburgemeester te kiezen.
Godelieve Engbersen was de eerste vrouwelijke nachtburgemeester van Tilburg. Op 21 december 2011 werd ze geïnaugureerd door Zeus Hoenderop. Engbersen had een eigen website en organiseerde veel activiteiten. Haar ambtstermijn liep tot 21 december 2013. Op die datum werd haar opvolger Gert Brunink geïnaugureerd. Hij pleitte ervoor dat zijn opvolg(st)er op een democratischer wijze zou worden verkozen. Zijn ambtstermijn is geëindigd op 21 december 2015. Hierna werd Harrie Verkerk verkozen om de rol van nachtburgemeester op zich te nemen, om er vervolgens niks mee te doen. Hij is principieel tegen de functie van een gekozen nachtburgemeester, hij acht de functie inhoudsloos, vooral omdat hij vindt dat een nachtburgemeester collectief moet worden aangewezen door het volk en niet middels een verkiezing waar je jezelf voor opgeeft. In juli 2018 werd zanger en poppenspeler Frans van der Meer verkozen tot nachtburgemeester van Tilburg. Na het verlopen van zijn ambt werd er door Tim Frenken een open sollicitatie verzonden aan een selectie van ex-nachtburgemeesters van de stad, na enkele samenkomsten van dit gezelschap werd besloten dat Van der Meer per 21 december 2020 zijn ambt zal overdragen aan Tim Frenken, hij werd geïnaugureerd door Gert Brunink. Met zijn 27 jaar (2020) in hij de jongste nachtburgemeester welke de stad heeft gekend.

### Uden
Op 2 oktober 2022 is Wilbert Geurts in Café het Stulpke in het centrum van Uden geïnaugureerd door de Nachtburgemeester van Tilburg, waarbij beroep werd gedaan op het voorrecht c.q. de plicht van een Nachtburgemeester om te allen tijde in nachtelijk (be)stuur(s)loze steden en dorpen een plaatselijke nachtelijke burgervader aan te stellen, als boegbeeld en woordvoerder zodra de avond valt. Als voorvechter, ter bevordering van en onderhouden van alle lokale, dan wel niet stadsgrensoverschrijdende nachtelijke, alsmede tijdens de dag aan de nacht gelieerde, activiteiten en ontwikkelingen. Geurts werd beëdigd als de eerste voorman van de nacht van Uden voor nog onbepaalde tijd. Onder toeziend oog van een volle kroeg ontving hij zijn ambtsketting en daarmee zijn functie.

### Vlaardingen
Op 10 april 2012 werd Marco Bosman geïnstalleerd als eerste nachtburgemeester van Vlaardingen. gekozen als eerste nachtburgemeester van de gemeente Vlaardingen. Hij werd geïnstalleerd door de eerste gekozen burgemeester van Nederland, Tjerk Bruinsma. Op 6 juni 2015 werd Leo IJdo geïnstalleerd als nieuwe nachtburgemeester van Vlaardingen.

### Wageningen
Op 2 februari 2023, tijdens de Wageningse "Nacht van de Poëzie", is goochelaar en dichter Tim Horsting uitgeroepen tot nachtburgemeester van Wageningen.

### Woerden
Op 28 mei 2011 is Marcel Fokker, zanger en bandleider van Tiny Little Bigband, geïnstalleerd als nachtburgemeester van de gemeente Woerden. Fokker is initiatiefnemer van Jazzin' Woerden en nauw betrokken bij alle nachtelijke activiteiten binnen het oude centrum van deze stad. In 2019 wordt het Nachtburgemeesterscongres door Woerden georganiseerd.

### Zwolle
De eerste officiële Nachtburgemeester van Zwolle is beeldend kunstenaar Jeroen van Doornik. Hij is aangesteld door de Partij voor Cultuur en werd in de nacht van 7 op 8 februari 2015 geïnaugureerd.

## Vlaanderen
- In België is vooral Vitalski bekend als nachtburgemeester van Antwerpen.
- Gent heeft ook een nachtburgemeester: Mon Cocquyt jr. Om anarchistische redenen aanvaardt hij de titel echter niet.
- Ook Kortrijk heeft een nachtburgemeester: Adelbert Algoed, kunstenaar/kalligraaf/ontwerper/luchtkastelenbouwmeester. Hij organiseerde op 3 december 2016 het VI Nachtburgemeesterscongres in Kortrijk.[62]